# Bistum San Marcos de Arica
Das Bistum San Marcos de Arica (lateinisch Dioecesis Aricensis, spanisch Diócesis de San Marcos de Arica) ist eine in Chile gelegene römisch-katholische Diözese mit Sitz in Arica.
Es wurde am 17. Februar 1959 aus dem Bistum Iquique herausgelöst und als Territorialprälatur errichtet. Am 29. August 1986 wurde die Territorialprälatur Arica zum Bistum erhoben. 
Das Bistum San Marcos de Arica gehört der Kirchenprovinz Antofagasta an.

## Prälaten und Bischöfe
- Ramón Salas Valdés SJ (1963–1993)
- Renato Hasche Sánchez SJ (1993–2003)
- Héctor Eduardo Vargas Bastidas SDB (2003–2013)
- Moisés Carlos Atisha Contreras (seit 2014)

## Weblinks

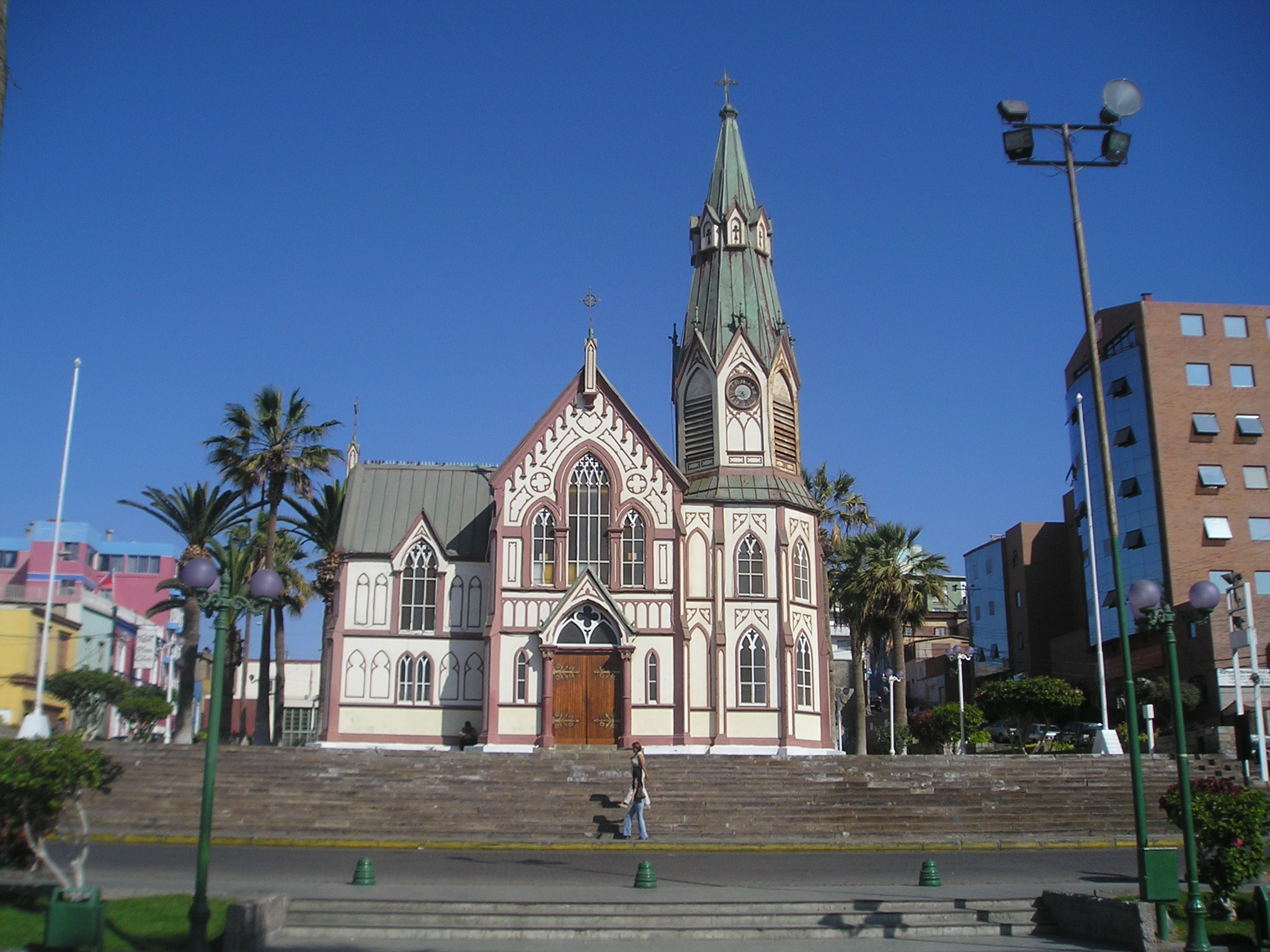
Kathedrale San Marcos de Arica